# Teatro La Caridad

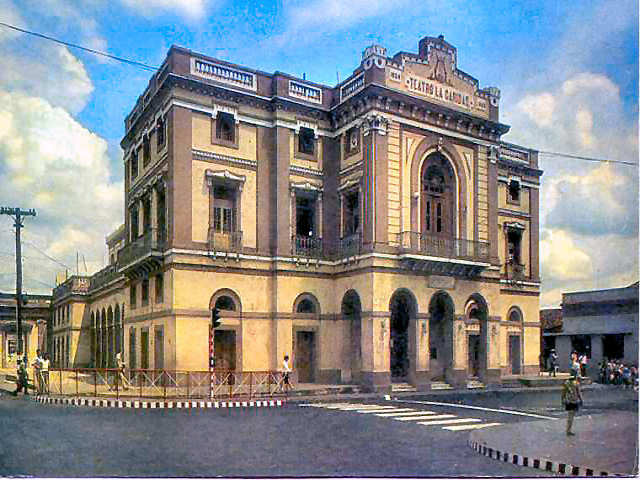
El teatro en la década de 1970, con una fachada más colorida, cuando las calles a su alrededor eran abiertas al tránsito.

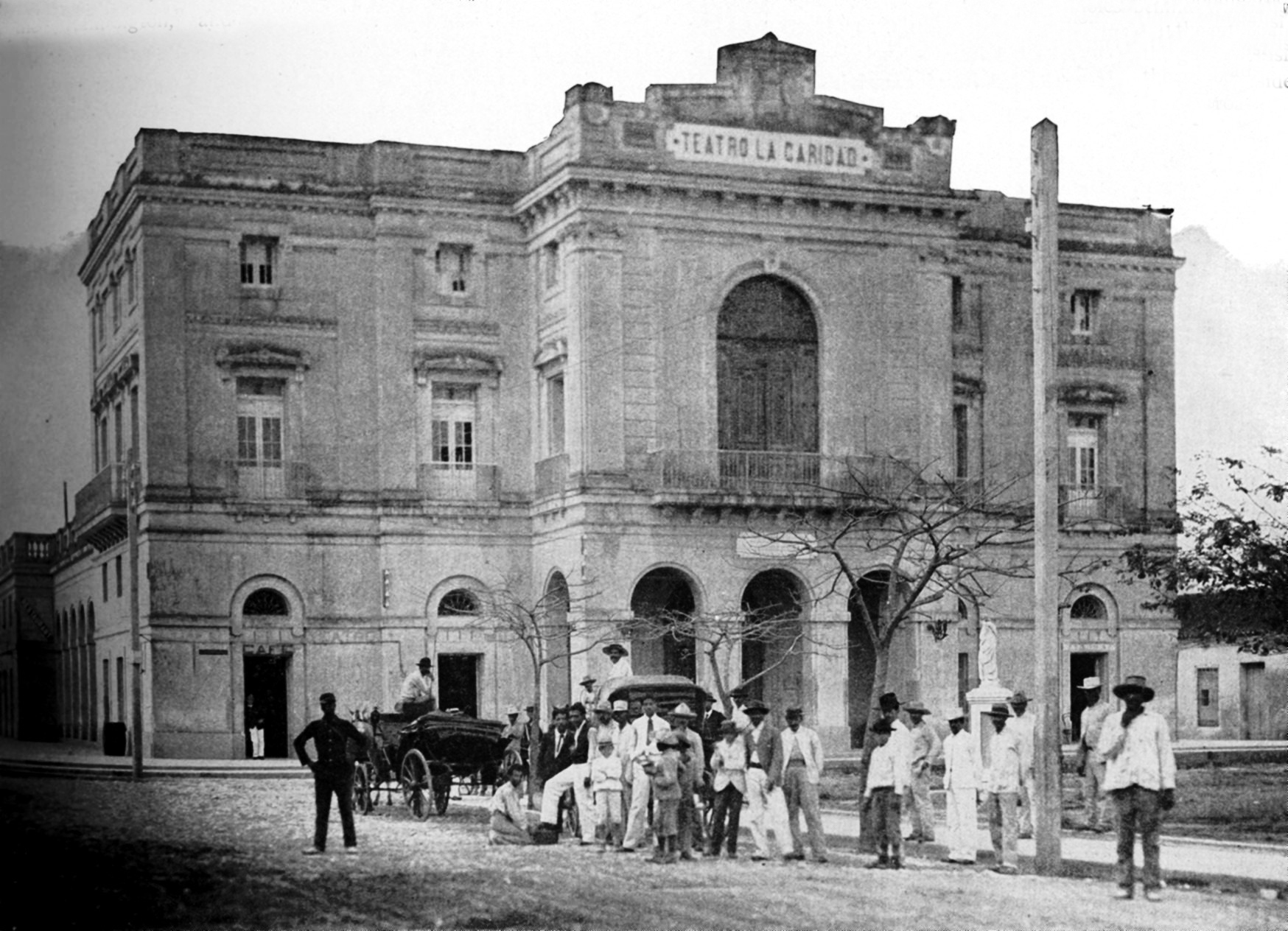
Foto histórica del Teatro La Caridad en 1899.

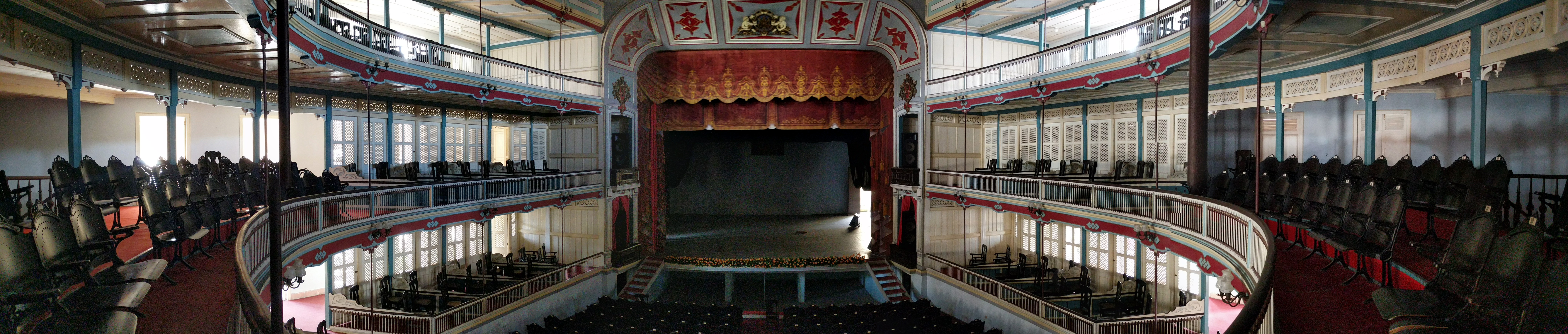
Vista panorámica del escenario.

El Teatro de La Caridad o Teatro La Caridad, ubicado en Santa Clara, es uno de los pocos teatros sobrevivientes de la era colonial en Cuba. Es un Monumento Nacional de Cuba.

## Historia

### Historia fundacional
El Teatro de La Caridad fue construido en 1885 y es uno de los Ocho Grandes Teatros de la Cuba Colonial, junto al Teatro de la Marina de Santiago de Cuba [1823], el Milanés de Pinar del Río [1838], el Tacón de La Habana [1838], el Brunet de Trinidad [1840], el Principal de Camagüey [1850], el Sauto de Matanzas [1863] y el Terry de Cienfuegos [1890]. 
El teatro fue financiado por entero por Marta Abreu de Estévez, una filántropa local muy amada, quien contribuyó a la prosperidad de la ciudad, donando recursos a muchos otros proyectos. La Caridad es uno de sus mayores legados. El ingeniero Don Herminio Leiva y Aguilera estuvo a cargo del diseño de la edificación. Habiéndosele pedido una mayor funcionalidad, Don Herminio diseñó una estructura con un auditorio para más 500 espectadores, una pequeña sala de conciertos, una cafetería, un restaurante, una barbería y un salón de baile. El teatro posee un exterior sobrio, pero lo realmente importante en su diseño son los nuevos ángulos del techo, y la cantidad de ventanas y puertas que permiten una mejor circulación del aire, así como su decoración interior.
Las decoraciones fueron hechas por el pintor y escultor cubano Miguel Melero, el español Miguel Arias y el filipino-cubano Camilo Salaya, quien posteriormente también decoró el Teatro Terry de Cienfuegos, el último en ser construido de los Ocho Granded Teatros. El fresco del techo principal representa al Genio, la Historia, la Fama, la Tragedia y la Comedia. El suelo y las esculturas del lobby son de mármol blanco inglés. Los herrajes y los asientos se importaron de EE. UU. 
El 8 de septiembre de 1885, fue la noche de la inauguración, que incluyó muchas festividades y finalizó con la exhibición de la obra "Los lazos de familia". Toda la sociedad local estuvo presente y se le hizo una invitación formal al Gobernador General de la Isla también. A la mañana siguiente, los agradecidos ciudadanos de Santa Clara llevaron a Marta Abreu a la función en una carroza sobre una alfombra de flores. Tras esto, ella entregó el teatro al Ayuntamiento de la Ciudad y, juntos, lo administraron, viendo que parte de las ganancias siempre fuera donado a obras de caridad locales. 
Durante los siguientes 75 años, el edificio cfue modificado varias veces, en detrimento de su diseño original. Fue restaurado en 1964, devolviéndole la mayor parte de su esplendor original. Pasaron más de cuatro décadas y la falta de recurso económicos del gobierno local impidió un correcto mantenimiento del edificio. El teatro fue cerrado al público en 2007, al derrumbarse algunos maderos del techo, pero fue reparado y reabierto al público de nuevo.

### Historia reciente
La Caridad es una de los más famosas joyas de la era colonial en Cuba. Su escenario ha visto desfilar famosas figuras internacionales como Enrico Caruso. Fue declarado Monumento Nacional en 1999, junto al resto del complejo arquitectónico del Parque Vidal. Es la sede de la "Compañía Danza Abierta", la "Orquesta Sinfónica Provincial" y la "Banda de Conciertos de Santa Clara".